# Сейлзит
Сейлзит, салезит — мінерал, основний йодат міді острівної будови.
Названий за прізвищем чилійського геолога Р. Сейлза (R.H.Sales), O.W.Jarell, 1939. Синоніми: салезит (рідко).

## Загальний опис
Хімічна формула: Cu[IO3|OH]. Склад у %: CuO — 31,14; I2O — 65,33; H2O — 3,53. Сингонія ромбічна. Ромбо-дипірамідальний вид. Утворює короткопризматичні кристали з пірамідальними головками. Спайність досконала. Густина 4,77. Тв. 3,0—3,5. Колір насичений темно-зелений, синювато-зелений. Блиск скляний. Прозорий. Знайдений в окиснених мідних рудах Чукікамати (Чилі).